# Estreito Inglês

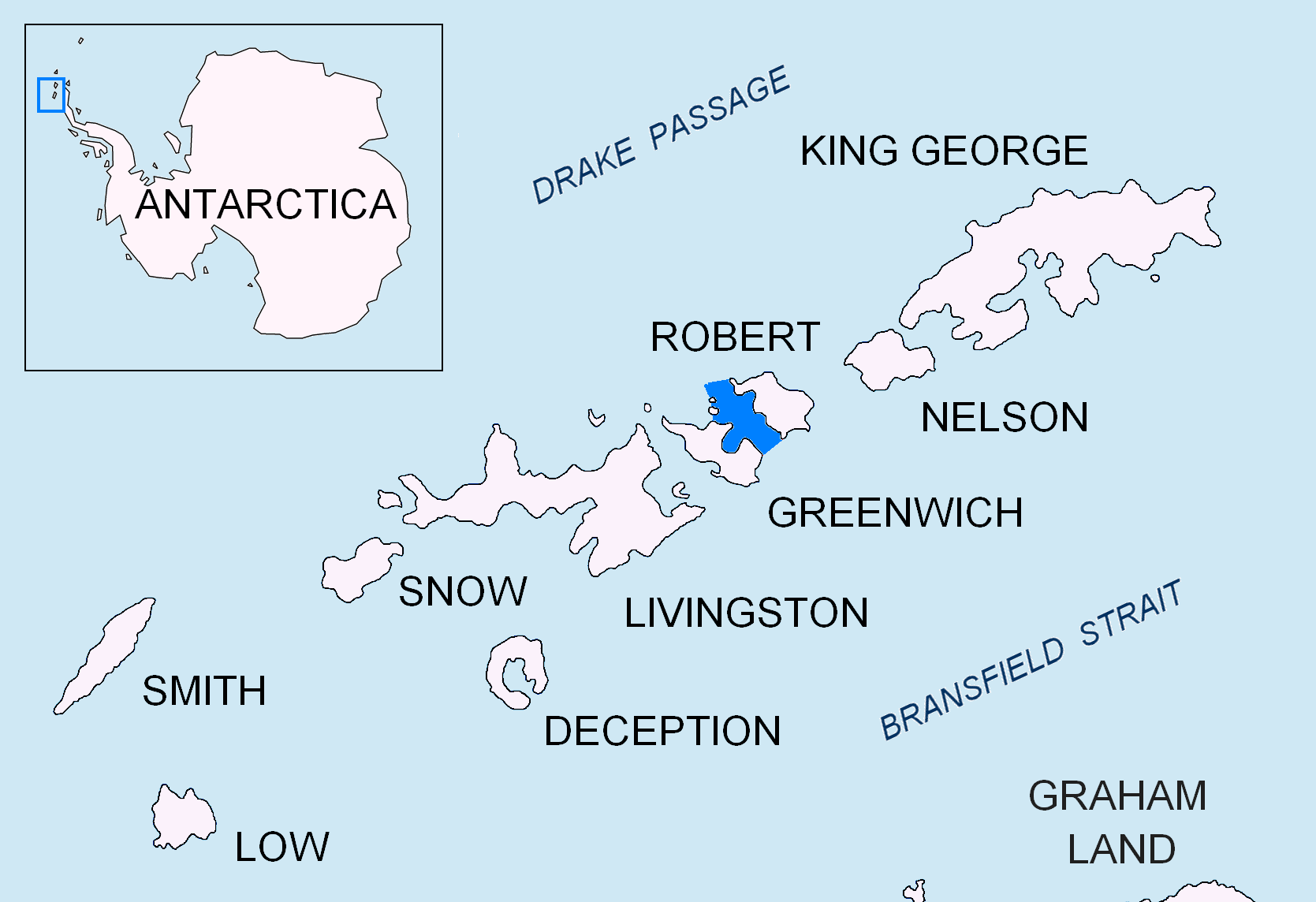
Localização do estreito Inglês nas ilhas Shetland do Sul.

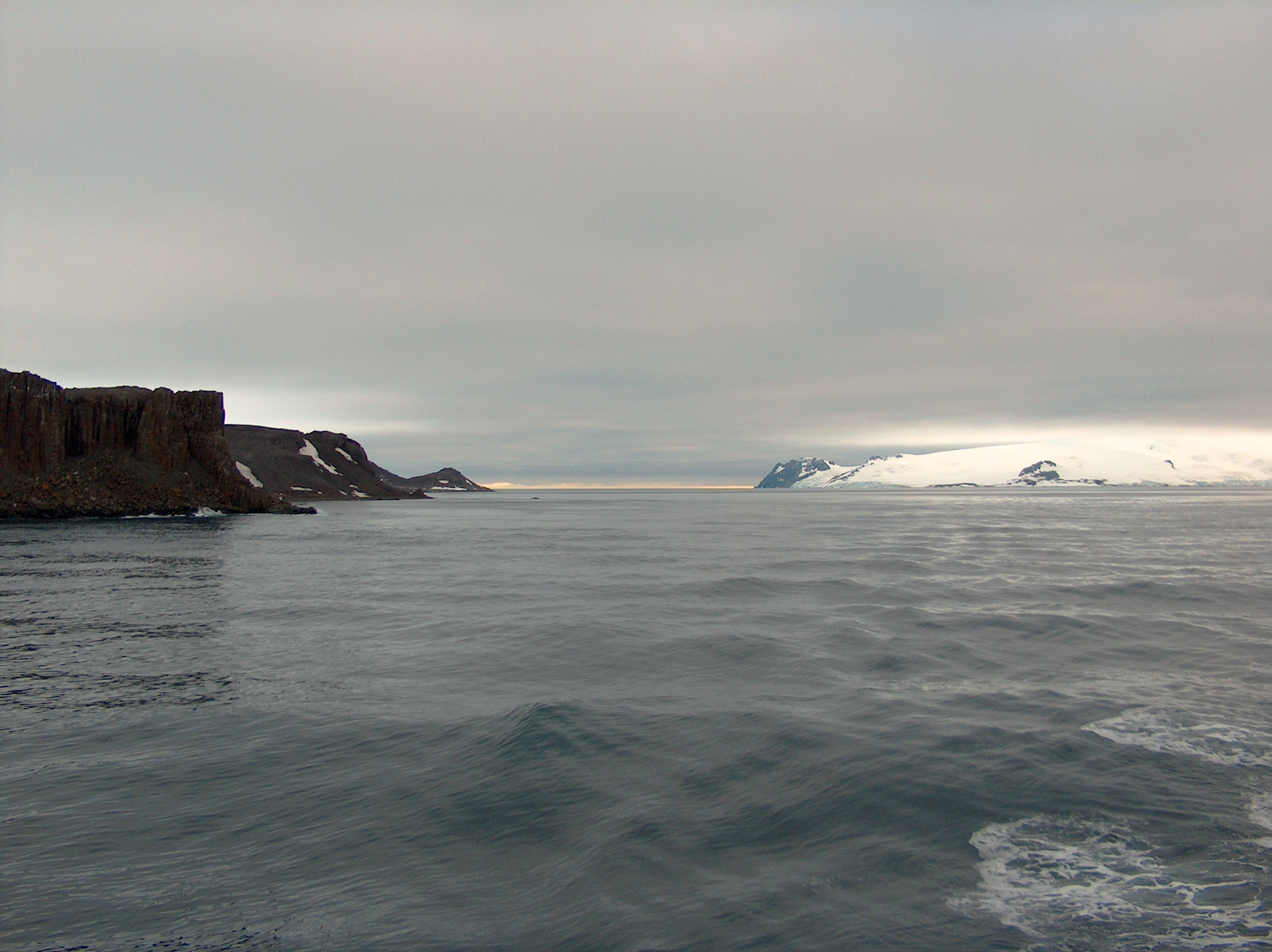
O estreito Inglês, com a ilha Robert à esquerda e a ilha Greenwich à direita.

O estreito Inglês tem 17 km de extensão e 2 km de largura, estando o estreito entre a ilha Greenwich e a ilha Robert nas ilhas Shetland do Sul, Antártica.  Se inclinando a sudeste-noroeste, adentra entre o Ponto Santa Cruz e o Ponto Edwards no sul e o Ponto Fort William e as Rochas Okol, as ilhas Aitcho no norte.  O nome remonta ao ano de 1822 e está estabelecido por uso internacional.

## Localização
O estreito Inglês está localizado nas 62° 26′ 00″ S, 59° 38′ 00″ O. O mapeamento britânico foi feito em 1821, 1822 e 1968, o chileno em 1971, o argentino em 1980 e o búlgaro em 2009.

## Mapa
L.L. Ivanov. Antarctica: Livingston Island and Greenwich, Robert, Snow and Smith Islands. Scale 1:120000 topographic map.  Troyan: Manfred Wörner Foundation, 2009.  ISBN 978-954-92032-6-4